# Liguria
«Лігурія» (італ. Liguria) — бронепалубний крейсер Королівських ВМС Італії кінця XIX століття типу «Реджіоні».

## Історія створення
Крейсер «Лігурія» був закладений 1 липня 1889 рокуна верфі «Ansaldo», Генуя. Через брак фінансування роботи просувались повільно, корабель був спущений на воду лише 8 червня 1893 року, вступив у стрій 1 грудня 1894 року.

## Історія служби
Після вступу у стрій крейсер «Лігурія» був включений до складу Третього дивізіону італійського флоту разом з броненосцем «Сан-Мартіно».
Протягом 1902-1903 року крейсер перебував в основному складі флоту. У 1903-1905 роках герцог Луїджі Амедео здійснив дипломатичну та наукову місію  на борту крейсера.
Залишивши Ла-Спецію 29 серпня 1903 року, корабель перетнув Атлантику і прибув до Нового Орлеана, далі здійснив зупинки в Гавані, Тринідаді та Буенос-Айресі. Перейшовши у Тихий океан, корабель рухався вздовж узбережжя до Сан-Франциско, а потім перетнув океан на південний схід до Гаваїв, Таїті, Нової Зеландії та Австралії. З Австралії корабель повернув на північ, щоб відвідати Китай, а потім знову повернув на південь і зупинився в Бангкоку, Сінгапурі та Яві. Далі корабель перетнув Індійський океан, зупиняючись у Мадрасі та Массауа, після чого повернувся через Суецький канал до Ла-Спеції 18 квітня 1905 року. Корабель зупинявся в 114 портах і шість разів перетнув екватор.
У 1906 році корабель взяв участь в експериментах із завантаження вугілля під час руху.
У 1908 році крейсер був переобладнаний на носія аеростатів і використовувався у цій ролі до 1911 року.
Коли розпочалась італійсько-турецька війна, крейсер разом з іншими кораблями перебував біля берегів Еритреї. Він був переведений у Середземне море. 18 жовтня корабель 1911 року взяв участь у конвої італійського флоту на Бенгазі.
Після захоплення міста крейсер разом з декількома іншими кораблями був переведений у Триполі, де допомагав італійським військам обороняти місто.
У грудні «Лігурія» разом з крейсером «Партенопе» та міноносцями «Дардо» і «Еуро» взяв участь в обстрілах портів Зуара, Місурата та Аргуб.
У січні 1912 року «Лігурія» разом з крейсером «Ельба» та декількома малими кораблями вирушили в Червоне море, де вони обстрілювали вороже узбережжя та блокували ворожі порти.
З початком Першої світової війни крейсер був включений до Третього дивізіону Першої ескадри як навчальний корабель і не брав участі у бойових діях.
15 травня 1920 року корабель був проданий на злам.